# Zuia
Zuia (en castellà Zuya) és un municipi d'Àlaba, de la Quadrilla de Zuia. Limita al nord amb Orozko (Biscaia), al sud amb Vitòria, a l'est amb Zigoitia i a l'oest amb Amurrio i Urkabustaiz. És compost per 13 concejos:
- Altube
- Ametzaga
- Aperregi
- Bitoriano
- Domaikia
- Gilierna
- Jugo
- Lukiano
- Markina
- Murgia (capital)
- Sarria
- Zarate
- Ziorraga

## Geografia física
En els seus límits se situa gran part del massís de Gorbea amb els cims més importants: Gorbea, 1.482 m; Nafakorta, 1.017 m; Burbona, 932 m; Berretín, 1.226 m. Aquí neixen els rius Baias, Larreakorta, Ugalde…, que, en el seu fluir (direcció N-S), han format escarpades conques que confluïxen en el fons de la vall de Zuia, a l'entorn del riu Baias. Encara que part de la vegetació originària de Gorbea ha estat talada (avui ocupada per brucs i pinedes), encara es conserven magnífiques fagedes a Berretin (Larreakorta), Arlobi i Ilunbe; un extens marojal al barranc del riu Ugalde (Aldamiz, Arazo, sud-est de Berretin); i una franja d'aliseda en la riba del Baias. Però, sens dubte, l'enclavament millor conservat és la fageda d'Altube que, en la part de Zuia, s'ha desenvolupat a l'entorn dels barrancs que baixen des de Burbona: el del Bortal-Rekandi i el de Katxandiano.
En la zona de la vall del Zuia, es conserven extraordinàries rouredes al costat del Baias (a Bitoriano, Amezaga de Zuia, fins a Lukiano i Gillerna a Basubitxi i San Fausto), distribuïdes a manera d'illots entre grans àrees de prada que ocupen tot la vall de Zuia. Les Penyes d'Oro (896 m) i Ganalto (serra de Badaia, 900 m) tanquen la vall de Zuia, acollint als seus vessants fagedes i rouredes. Aquests enclavaments oferixen belles panoràmiques, sobretot Oro, lloc de gran interès botànic, geològic (illot calcari en l'àrea diapírica de Murgia) i artístic (santuari d'Oro).

## Economia
Igual que en la resta de la comarca, la ramaderia i la silvicultura han estat les activitats econòmiques per excel·lència de la zona. A pesar de ser un sector actualment poc representatiu, encara es mantenen importants explotacions d'oví i boví, en alguna de les quals s'elabora formatge Idiazábal (Sarria i Marquina). Creixent importància està tenint el sector apícola, amb la producció de mel i derivats, que es promocionen des del Museu de la mel a Murgia. El sector industrial se situa en els polígons industrials de Murgia i Islarra (al costat de l'autopista A-68), amb una superfície de més de 100.000 m² de sòl industrial.
Els serveis constituïxen, sens dubte, el sector més representatiu de Zuia. L'augment del turisme i de les activitats esportivorecreatives en contacte amb la natura han impulsat aquest sector en un municipi de gran tradició turística. Murgia s'ha convertit en un centre de serveis l'àmbit d'influència dels quals va més enllà dels seus límits municipals. Així, acull nombrosos comerços, bars, restaurants, hotels, poliesportiu, serveis tècnics, oficina de turisme, etc. Ara bé, altres nuclis de la vall també acullen aquest tipus de serveis: agroturisme (Marquina i Sarria), bars restaurants (Amezaga, Bitoriano (Taverna Izarra) i Sarria), Club de Golf de Zuia a Altube, àrees de servei en l'autopista (restaurant i hotel a Altube), etc.

## Arquitectura rural i cases torre
El municipi de Zuia ofereix en la majoria de les seves poblacions excel·lents edificacions que responen al prototip de caseriu basc, amb diferents elements que els defineixen com autèntiques unitats de producció familiar, si bé molts d'ells actualment no s'utilitzen: el forn, la cabana, la sitja, etc. Alguns d'aquests caserius en el passat van ser el bressol de llinatges tan coneguts com els Zarate o Agirre, que ens remunten a les èpoques altomedieval i moderna, períodes de forts enfrontaments entre famílies, per la qual cosa aquestes cases disposaven d'elements de defensa, avui pràcticament desapareguts: destaquen les cases de La Encontrada, caseriu Sagasti a Markina i la torre dels Agirre a Bitoriano.